# Socket 8
Socket 8，是英特爾公司所設計的CPU插座，於1995年面世，供Intel Pentium Pro及Pentium II Overdrive 處理器使用，但在日後的Pentium II處理器已改用Slot 1。
Socket 8有獨一無二的長方形形狀，具有387個針腳，總線速度為66-75MHz，電壓為2.1 - 3.5V，支援Pentium Pro chips 150-200MHz、Pentium Pro OverDrive CPU和Pentium II OverDrive CPU。